# Л-16 (підводний човен СРСР)
| Л-16                                                                   | Л-16 | Л-16 |
| ---------------------------------------------------------------------- | --- | --- |
| Л-16                                                                   | | |
|                                                                        | | |
| Схематичне зображення підводного човна типу «Ленінець» серії XIII      | | |
| Під прапором                                                           | СРСР | СРСР |
| Належність                                                             | Військово-морський флот СРСР | Військово-морський флот СРСР |
| Порт приписки                                                          | Петропавловськ-Камчатський | Петропавловськ-Камчатський |
| Закладений                                                             | 5 листопада 1935 | 5 листопада 1935 |
| Спуск на воду                                                          | 9 липня 1936 | 9 липня 1936 |
| Введений до складу флоту                                               | 9 грудня 1938 | 9 грудня 1938 |
| На службі                                                              | 1938—1942 | 1938—1942 |
| Загибель                                                               | 11 жовтня 1942 року затоплений японським підводним човном I-25 | 11 жовтня 1942 року затоплений японським підводним човном I-25 |
| Бойовий досвід                                                         | Друга світова війна | Друга світова війна |
| Проєкт                                                                 | | |
| Тип ПЧ                                                                 | підводний мінний загороджувач | підводний мінний загороджувач |
| Основні характеристики                                                 | | |
| Швидкість (надводна)                                                   | 13,9 вузла | 13,9 вузла |
| Швидкість (підводна)                                                   | 9,7 вузла | 9,7 вузла |
| Робоча глибина занурення                                               | 80 м | 80 м |
| Гранична глибина занурення                                             | 100 м | 100 м |
| Дальність плавання                                                     | надводна: 2 750 миль (5 090 км) на швидкості 15 вузлів (27,8 км/год) або 10 000 миль на швидкості 10 вузлів (18,6 км/год) підводна: 150 миль (278 км) на швидкості 2,5 вузла | надводна: 2 750 миль (5 090 км) на швидкості 15 вузлів (27,8 км/год) або 10 000 миль на швидкості 10 вузлів (18,6 км/год) підводна: 150 миль (278 км) на швидкості 2,5 вузла |
| Автономність плавання                                                  | 30-45 діб | 30-45 діб |
| Екіпаж                                                                 | 56 осіб | 56 осіб |
| Розміри                                                                | | |
| Довжина найбільша (по КВЛ)                                             | 83,4 м | 83,4 м |
| Ширина корпусу найб.                                                   | 7 м | 7 м |
| Середня осадка (по КВЛ)                                                | 4,1 м | 4,1 м |
| Водотоннажність надводна                                               | 1124 т | 1124 т |
| Водотоннажність підводна                                               | 1434 т | 1434 т |
| Силова установка                                                       | | |
| Дизель-електрична: 2 × дизельних двигуни 42БМ6 2 × електродвигуни ПГ-9 | | |
| Гвинти                                                                 | 2 | 2 |
| Потужність                                                             | 2 х 1100 к. с. (дизельні двигуни) 2 х 650 к. с. (електродвигун) | 2 х 1100 к. с. (дизельні двигуни) 2 х 650 к. с. (електродвигун) |
| Озброєння                                                              | | |
| Артилерія                                                              | 1 × 100-мм гармата Б-24 | 1 × 100-мм гармата Б-24 |
| Торпедно- мінне озброєння                                              | 8 × 533-мм носових торпедних апаратів (18 торпед) та 18 мін типу ПЛТ | 8 × 533-мм носових торпедних апаратів (18 торпед) та 18 мін типу ПЛТ |
| ППО                                                                    | 1 × 45-мм напівавтоматична універсальна гармата 21-К | 1 × 45-мм напівавтоматична універсальна гармата 21-К |

Л-16 «Блюхеровець» (рос. Л-16) — радянський військовий корабель, дизель-електричний підводний мінний загороджувач серії XIII типу «Ленінець» Військово-морського флоту СРСР за часів Другої світової війни. Закладений 5 листопада 1935 року на верфі заводу № 198, у Миколаїві під заводським номером 306. У вигляді окремих секцій був перевезений до Владивостока, де на заводі № 202 (Дальзавод) його зібрали. 9 липня 1936 року спущений на воду. 9 грудня 1938 року корабель увійшов до складу ВМФ СРСР.

## Історія служби
Службу проходив у складі підводних сил Тихоокеанського флоту.
4 вересня 1942 року Державний комітет оборони ухвалив рішення про посилення Північного флоту за рахунок переведення з Тихого океану шести підводних човнів. До них увійшли два підводні човни типу «Ленінець» (Л-15 і Л-16) і чотири «Сталінці» 3-го дивізіону 1-ї бригади підводних човнів ТОФ, що нещодавно вступили в дію: С-51, С-54, С-55 та С-56. Підводні човни вирушали до арктичних вод попарно.
25 вересня 1942 року Л-16 разом з Л-15 вийшли у похід з Петропавловська-Камчатського через Панамський канал для дій у складі Північного флоту СРСР.
11 жовтня, під час переходу через північну частину Тихого океану, два радянські кораблі наразилися на японський підводний човен I-25 в районі за 1250 км на захід від Портленду. Спершу японці сприйняли їх за лінкори, проте надалі розпізнали два підводні човни. I-25 занурився та випустив єдину торпеду, котра залишалась на борту. Вона влучила в одну з цілей та потопила її. Жертвою виявився радянський підводний човен Л-16, що загинув з усіма членами екіпажу на борту.